# Sepedon batjanensis
Sepedon batjanensis är en tvåvingeart som beskrevs av Enrico Adelelmo Brunetti 1907. Sepedon batjanensis ingår i släktet Sepedon och familjen kärrflugor. Inga underarter finns listade i Catalogue of Life.